# Brass Academy Alicante
La Brass Academy Alicante és una acadèmia de música especialitzada en instruments de vent metall (trompeta, trombó, trompa i tuba), situada a la ciutat d'Alacant, Comunitat Valenciana.
Va ser inaugurada l'any 2008 pel trompetista Rudi Korp i la trompista Nury Guarnaschelli, solistes de la Tonkünstler Orchester i l'Orquestra Simfònica de la Ràdio de Viena respectivament. Actualment són professors i directors de l'acadèmia.
Al llarg dels anys, l'acadèmia ha anat creixent i en l'actualitat compta amb un curs d'estiu, International Summer Brass Academy Festival i amb el seu propi club, el Club Cultural BAA situat al mateix edifici de l'acadèmia.

## Localització
L'acadèmia es troba a la ciutat d'Alacant, València. Concretament, està situada a l'avinguda Ciudad de Matanzas 5, a la Finca Rabassa. És una finca plena de vegetació situada al bell mig de la ciutat. Al jardí d'aquesta finca, realitzen molts dels seus concerts.

## Conjunts
A part d'impartir classes individuals i classes magistrals, a dintre de la Brass Academy Alicante hi ha quatre conjunts, cada un amb una funció formativa diferent:

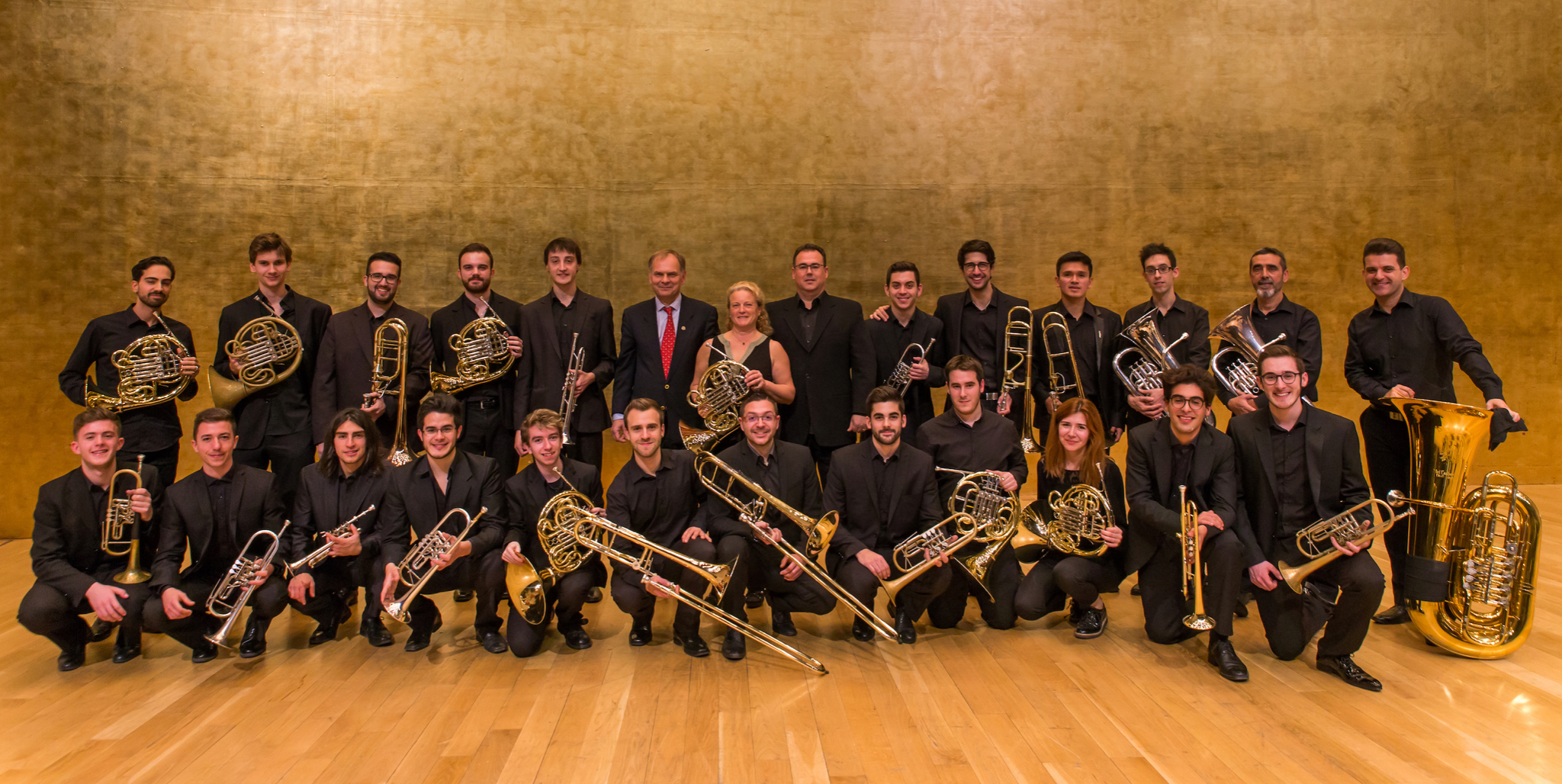
Ensemble Brass Academy Alicante

- Ensemble Brass Academy Alicante
- Academy Symphonic Brass
- Brass Academy Horns
- Academy Low Brass

## Èxits acadèmics
Durant els anys que fa que l'acadèmia imparteix classes, alumnes seus han assolit èxits musicals, en proves, concursos…
Alguns d'aquests han aconseguit entrar a orquestres de gran prestigi espanyol, com ara, l'Orquestra del Teatre del Liceu de Barcelona, l'OBC, al Palau de les Arts, o l'Orquestra Simfònica de Radiotelevisió Espanyola; en conjunts escandinaus com l'Òpera de Noruega i de Finlàndia o la Filharmònica de Helsinki; de Stuttgart o el Teatre de Kiel a Alemanya.
Els més joves són seleccionats regularment en orquestres juvenils reconegudes musicalment, com la Gustav Mahler, l'EUYO (European Youth Orchestra), la Santa Cecilia de Roma, Jeunesse Musicales, Academia de la Suisse Romande, o les espanyoles JONDE, JORCAM, JOSCAN o la JONC.

## International Summer Brass Academy
La International Summer Brass Academy Festival està en marxa des de l'any 2012, però no va ser fins a l'any 2015 que va començar a ser un festival de música com a tal. Fins aleshores només era un curs de música.
Aquest festival és considerat com a internacional, ja que hi participen músics d'arreu del món.
El festival està organitzat de manera que, durant els primers quatre dies s'organitzen els concerts dels alumnes de la Brass Academy Alicante (amb els diferents conjunts), que es duen a terme a la plaça de l'Ajuntament de la mateixa ciutat. Excepte l'últim concert, que es realitza al jardí de l'acadèmia.
Al cinquè dia comença al curs, on músics d'arreu del món tenen l'oportunitat de fer classes conjuntes amb professionals, com ara, Sarah Willis, Stefan Schulz o Uwe Köller i amb els diferents professors de l'acadèmia (Nury Guarnaschelli, Rudi Korp, Juan Sanjuán…). Els músics també tenen l'opció de fer música de cambra amb la resta de participants del curs.
A l'últim dia, els músics ofereixen un concert de tancament del curs, que es fa al jardí de l'acadèmia.

## Club Cultural BAA
L'objectiu principal d'aquest club és que qualsevol artista (músic, actor…) pugui tenir l'oportunitat de compartir el seu art i talent al públic. A més, també volen apropar la música als més joves. És a dir, mantenir viva la cultura.
Aquestes mostres d'art, es fan al jardí de la mateixa acadèmia.